# 12 جولة
12 جولة (بالإنجليزية: 12 Rounds)‏ هو فيلم أكشن أمريكي من إنتاج عام 2009. الفيلم من إخراج ريني هارلن وإنتاج دبليو دبليو إي ستوديوز وبطولة جون سينا وستيف هاريس وآشلي سكوت وغونزالو مينينديز وأيدان جيلن وبراين جي وايت وتايلور كول.

## القصة
يكون المحقق داني فيشر على وشك أن يعيش أسوأ يوم في حياته. فبعد اختطاف صديقته مولي بورتر على يد إرهابي مشهور يدعى مايلز جاكسون، يجبر داني على أن يجتاز 12 جولة خطرة تم التخطيط لها بشكل متقن في شوارع نيو أورلينز. فيقوم المحقق داني بالتركيز لاجتياز كل جولة التي تحمل الكثير من المخاطر، وذلك من أجل إنقاذ حياة الصديقة المختطفة قبل فوات الأوان.

## طاقم التمثيل
- جون سينا: (داني فيشر)
- آشلي سكوت: (مولي بورتر)
- أيدان جيلن: (مايلز جاكسون)
- براين جي وايت: (هانك كارفر)
- تايلور كول: (إيريكا كيسين)
- فنسنت فلود: (تشاك يانسن)
- ستيف هاريس: (جورج أيكن)
- غونزالو مينينديز: (راي سانتياغو)
- ترافيس ديفيس: (أنتوني ديلوسو)

## وصلات خارجية
- 12 جولة على موقع IMDb (الإنجليزية)
- 12 جولة على موقع ميتاكريتيك (الإنجليزية)
- 12 جولة على موقع روتن توميتوز (الإنجليزية)
- 12 جولة على موقع نتفليكس (الإنجليزية)
- 12 جولة على موقع قاعدة بيانات الأفلام العربية
- 12 جولة على موقع ألو سيني (الفرنسية)
- 12 جولة على موقع Turner Classic Movies (الإنجليزية)
- 12 جولة على موقع أول موفي (الإنجليزية)
- 12 جولة على موقع بوكس أوفيس موجو (الإنجليزية)
- 12 جولة على موقع فيلمافينيتي (الإسبانية)